# وادی تاغیه
وادی تاغیه (به عربی: وادي تاغية) یک شهرداری در الجزایر است که در استان معسکر واقع شده‌است.
 وادی تاغیه  ۱۳٬۹۱۶ نفر جمعیت دارد.